# Sănătatea în Japonia

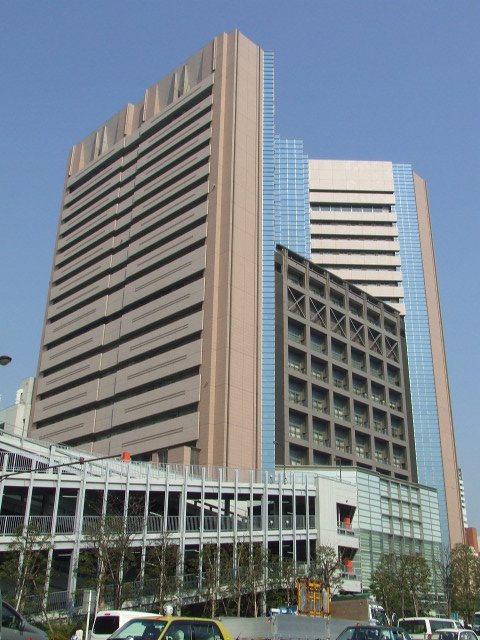
Spitalul Centrului naţional de cancer, Tokio

Sistemul de îngrijire a sănătății în Japonia își are începuturile moderne în „Legea asigurării medicale” din 1922, care era în principal pentru mineri și muncitorii din fabrici. 
O nouă lege de asigurare medicală a fost introdusă în 1961, conform căreia toți cetățenii japonezi și rezidenții străini aveau dreptul să aibă asigurare medicală într-unul din cele 6 programe. Cele 2 programe principale erau cel pentru angajații firmelor particulare-  健康保険 ( kenkō-hoken?)  și cel pentru studenți, casnice, liber-profesioniști etc. -  国民健康保険 (kokumin-kenkō-hoken?). Mai existau și programe speciale pentru marinari, funcționari de stat, angajații școlilor particulare, etc.
Începând cu 1983, toți oamenii peste 70 de ani intră într-un program de asigurare medicală special.
Actualmente (2009) este obligatoriu pentru toți cei care locuiesc în Japonia să fie membrii ai unui program sau altul. Pacientul plătește, de obicei, 30% din costul tratamentului, restul fiind plătit de asigurare.
La începutul anilor 1990, în Japonia existau cca. 1.000 de spitale pentru bolnavii mintali, 8.700 de spitale generale și 1.000 de spitale de specialitate, având în total cca. 1,5 milioane de paturi. Mai existau și cca. 79.000 de policlinici, 48.000 de cabinete de stomatologie și 36.000 de farmacii. Tot în aceeași perioadă, erau cca. 191.400 de medici, 66.800 de stomatologi, 333.000 de asistente medicale, și peste 200.000 de acupuncturiști, masseuri, etc.